# Panthéon
Pour les articles homonymes, voir Panthéon (homonymie).
 (mai 2022).
Motif : Wikipédia n'est pas un dictionnaire. Quel est le sujet de cette page? Les bâtiments en général? Les ensembles de dieux en général? Soit c'est l'un, soit c'est l'autre, soit c'est ni l'un ni l'autre et la page doit être supprimée et fondue dans la page d'homonymie.

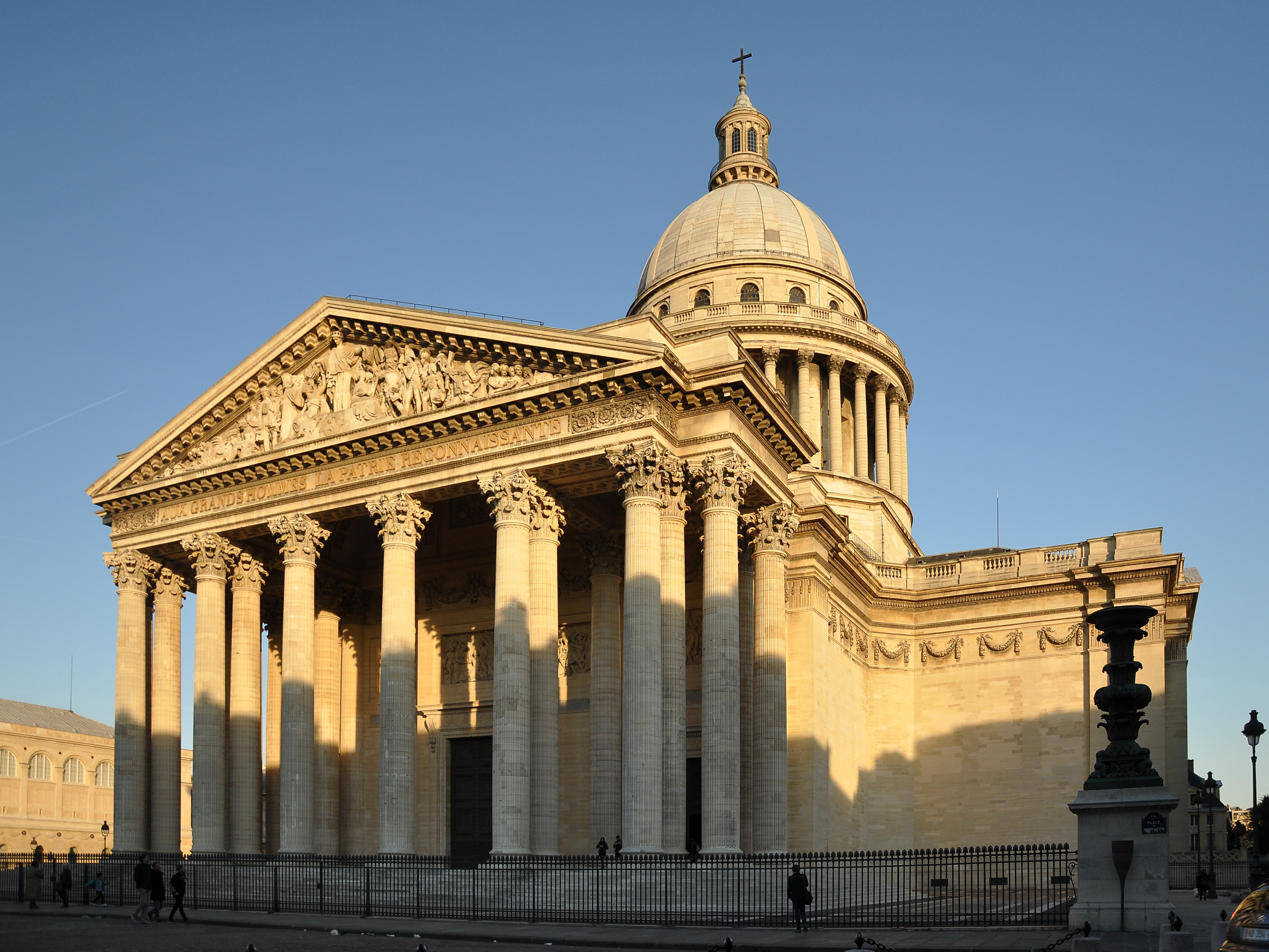
Le Panthéon de Paris.

Le Panthéon est un temple que les Grecs et les Romains consacraient à certains de leurs dieux, par exemple le Panthéon de Rome, dédié à tous les dieux. Dans la littérature scientifique moderne, ce terme désigne aussi l'ensemble des dieux d'une mythologie ou d'une religion. En grec ancien, πᾶν / pân signifie « tout » et θεός / theós, « dieu ».

## Un type de monument moderne
Par extension, on appelle Panthéon un monument où sont déposés les corps des hommes et des femmes illustres d'une nation. Cet usage date de 1520 : le peintre Raphaël repose au Panthéon de Rome, exemple qui fut suivi au Panthéon de Paris et en d'autres lieux.

## Un concept dans l'analyse moderne des polythéismes
Par métonymie, le terme désigne sous la plume des spécialistes de l'histoire des religions polythéistes l'ensemble des divinités d'une mythologie ou religion. Par exemple : le panthéon grec, égyptien, hindou.